# Дашава — Київ (газопровід)
Газопровід Дашава — Київ — перший магістральний газопровід в Україні.

## Історія
Фірма "Simon" біля Дашави натрапила на газове родовище і продала інформацію іншій компанії.
За тиждень на глибині 394 м пішов газ. Газову промисловість відкрив інженер Ковалевський у 1920 році. Газова свердловина стала до ладу 18 квітня 1921 році.  І вже 1922 році 14 км газопровід проведено до Стрия, труби використали з ливарні Яна Верштайна. І 1929 року завершено проведення трубопроводу до Львова згодом до Дрогобича, відвели нову гілку через Моршин, Долини та Вигоди.
У 1945 році вперше у світі експортували газ з України до Польщі.
У 1946-1947 році місцевий газопровід Дашава-Калуш-Дубівці.
Продуктовий магазин у Дашаві зберіг надпис "Дашава - Києв газопровод 1945-1947 pp.
Есплуатація газопроводу розпочалася 1 жовтня 1948 року.
Газопровід блакитне паливо постачалося з смт Дашава Львівської області до Києва, стає першим магістральним газопроводом в Україні. І найпотужнішим на той час у Європі - його пропускна здатність становила близько 2 млрд куб. м на рік. Будівництво газопроводу довжиною — 509,6 км, діаметр труби — 500 мм, пропускна здатність — 1,5 млн м³ за добу, тривало 2 роки.
Газопровід на шляху з Дашави до Києва налічував 230 переходів через природні та штучні перепони: 24 річки, 36 залізниць, 46 шосейних доріг, 139 боліт і балок. Для його функціонування побудували 49 будинків лінійних обхідників і три аварійно-ремонтні пункти у Бердичеві, Красилові та Тернополі. Трасу обслуговували 573 км повітряної лінії зв'язку з 57 газопроводу в Україні. Цей газопровід був грандіозною спорудою. 
Будівельні і зварні роботи виконували фахівці, а корчувати пеньки і копати траншеї для труб залучили місцеве населення. Оплату за таку роботу люди не отримували. 
Були й персональні норми на одну людину: кожен громадянин, який жив поруч із робочою смугою, мав викопати траншею завширшки 70 см і завглибшки 2 м.
Кожний колгосп повинен був безкоштовно відпрацювати п'ять днів і виконати певну норму (а краще перевиконати).
Наприклад, газета Фастівського району «Перемога» в травні 1948р. подала замітку «Колгоспники району на трасі Дашава-Київ» (під рубрикою «Дати Києву дашавський газ до 7 листопада»).  Зокрема, колгосп «13-річчя Жовтня» отримав на «п'ятиденку» завдання: викопати 100 погонних метрів траншей. Газета із гордістю повідомляла, що селяни справилися за два дні. А наступні три перевиконали норму... 
Для пришвидшення будівництва влаштовували також «недільники».
1948 року природний газ із цієї труби отримав і Тернопіль. Було створено Управління з експлуатації газопроводу Дашава — Київ, яке мало у своєму складі п'ять районних управлінь у містах Тернопіль, Красилів, Бердичів, Київ та у с. Гніздичів. Цей день вважається днем народження теперішнього «Київтрансгазу».
1951 році почали споруджувати газопровід до Москви 1530 км.
1960 році Дашава - Мінськ, проложено газопровід за 13 місяців.
Вже 1961-1978 рр газ експортувався до 11 країн.
1978 році видобуток зменшився через виснаження родовища.
1990 р Україна мала 3 місце використання газу, після США та Росії.
Після введення в експлуатацію цього унікального магістрального газопроводу розпочалася широка газифікація повоєнних міст України. Навіть незважаючи на дефіцит потужної техніки і кваліфікованих кадрів.

## Потужність
Станом на 1948 рік Дашава — Київ був найпотужнішим газопроводом в Європі (пропускна здатність — близько 2 млрд м³ на рік). Він налічував 230 переходів через природні та штучні перепони (24 річки, 36 залізниць, 46 шосейних доріг, 139 боліт і балок). Трасу обслуговували 573 км повітряної лінії зв'язку з 57 селекторними пунктами. Було збудовано 49 будинків лінійних обхідників і створено аварійно-ремонтні пункти (АРП) в Тернополі, Красилові та Бердичеві.
В 1951 році газопровід продовжили з Києва через Брянськ до Москви, після чого система отримала нову назву Дашава — Київ — Брянськ — Москва (1301 км). Максимальної пропускної здатності (5 млн м³ газу на добу) було досягнуто 1959 року з пуском компресорних станцій в Тернополі, Красилові, Бердичеві та Боярці.
Наприкінці 1950-х запустили трубопровід Шебелинка — Брянськ, який став передавати ресурс гігантського Шебелинського родовища до трубопроводу Дашава — Київ — Брянськ — Москва. При цьому ділянка між Брянськом та Києвом була реверсована, так що шебелинський газ зміг надходити до столиці України вже з 1960-го, ще до завершення прямого газопроводу Шебелинка — Київ.
З розвитком газовидобутку на сході України газопровід Дашава — Київ був підключений до першої нитки газопроводу Шебелинка — Київ і з жовтня 1966-го, коли було реконструйовано шлейфи на КС, газ пішов у зворотному напрямку зі Сходу на Захід.

## Сучасний стан
У наш час газопровід використовується як розподільний з робочим тиском 4,5 МПа, і більшість сіл та містечок Тернопільської, Житомирської та Київської областей отримують газ у домівки саме завдяки першому магістральному газопроводу у світі.
Газопровід Дашава — Київ будувався із труб виробництва США і Ждановського трубопрокатного заводу (нині — трубопрокатний цех Заводу ім. Ілліча, м. Маріуполь), має гумобітумну ізоляцію.
Технічний стан металу газопроводу станом на 2007 рік не втратив своїх механічних властивостей, тому його подальша експлуатація як магістрального розподільного газопроводу можлива і в майбутньому.